# Zeche Vereinigte Verborgenglück
Die Zeche Vereinigte Verborgenglück ist ein ehemaliges Steinkohlenbergwerk in Sprockhövel-Hiddinghausen. Das Bergwerk war auch unter dem Namen Zeche Verborgen Glück bekannt. Das Bergwerk gehörte zum Märkischen Bergamtsbezirk und dort zum Geschworenenrevier Schlebusch.

## Bergwerksgeschichte
Am 22. April des Jahres 1842 wurde ein Längenfeld verliehen. Das Bergwerk ging noch im selben Jahr in Betrieb. Im Jahr 1855 wurde zusammen mit der Zeche Sunderbank ein gemeinschaftlicher Stollen aufgefahren. Die Zeche Vereinigte Verborgenglück war zu diesem Zeitpunkt mit einem Bergmann belegt, es fand jedoch kein Abbau statt. Im Jahr 1858 wurde gemeinsam mit der Zeche Sunderbank der Schacht Ida geteuft. Der Schacht wurde mit einem Haspel ausgerüstet und von beiden Zechen gemeinschaftlich genutzt. Der Schacht hatte eine Teufe von 25 Lachtern und reichte bis zur Stollensohle. Am 21. Juli des Jahres 1859 kam es in dem gemeinschaftlich genutzten Grubenbau zu einem Grubenbrand. Bei diesem Grubenunglück kamen zehn Bergleute ums Leben. Zum Ende des Jahres 1861 wurde die Zeche Vereinigte Verborgenglück außer Betrieb genommen. In den Jahren 1863 bis 1865 war das Bergwerk wieder in Betrieb. Im Jahr 1907 wurde die Berechtsame der Zeche Vereinigte Adolar zugeschlagen.